# Ratajský tunel II
Ratajský tunel II je železniční tunel na katastrálním území Ledečko na úseku regionální železniční trati 212 Čerčany – Světlá nad Sázavou v obvodu stanice Ledečko (mezi kolejištěm této stanice a někdejší odbočkou Rataje nad Sázavou) v km 0,992 – 1,188 (38,375–38,573).

## Historie
Železniční trať vybudovala v letech 1902–1903 česká firma Osvald Životský z Prahy. Povolení k výstavbě bylo vydáno v roce 1901 a další dílčí v roce 1902. Provoz byl zahájen 23. září 1903. Na trati bylo postaveno osm tunelů. Ratajský tunel II byl postaven v roce 1903. 

## Popis

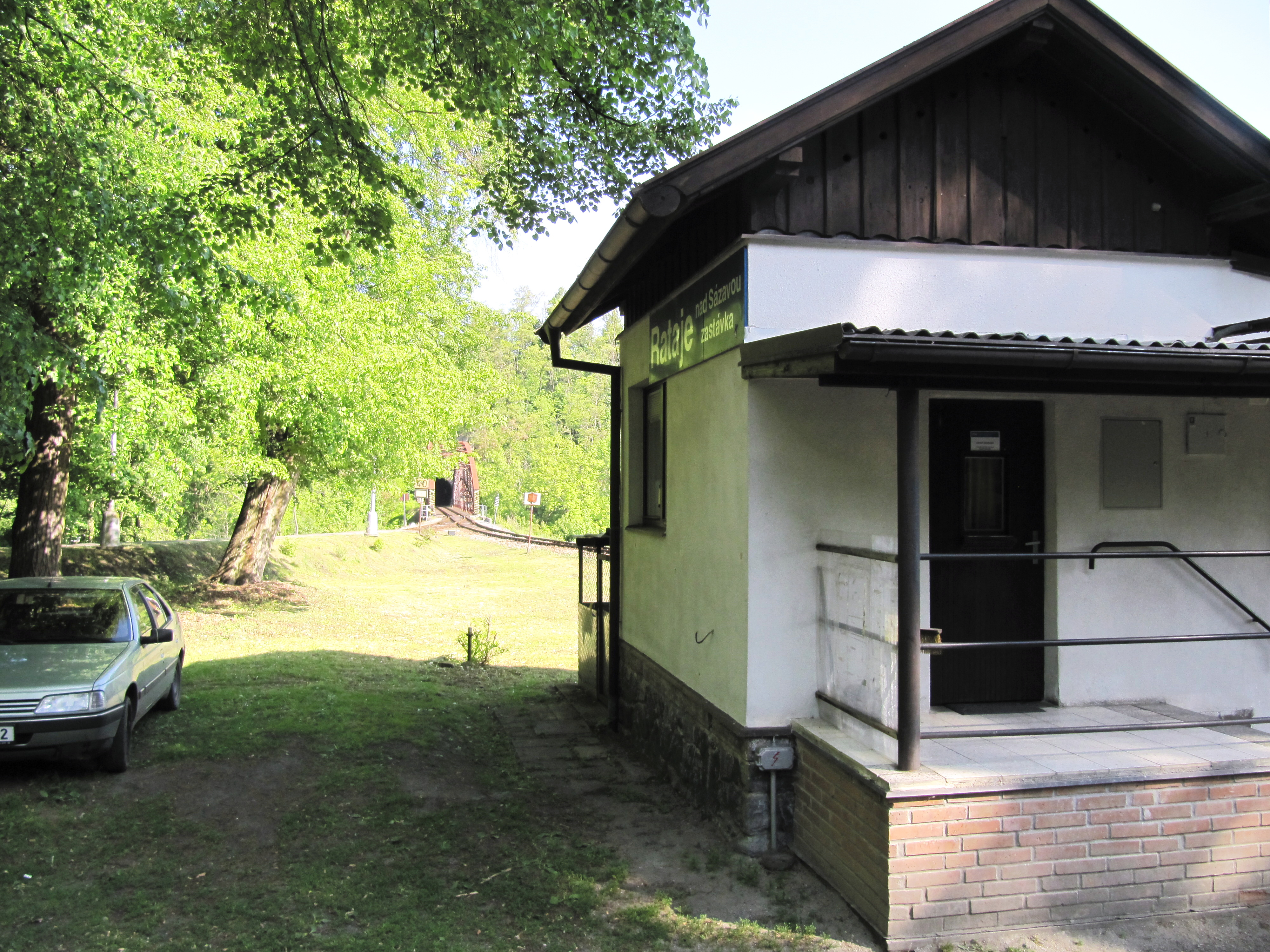

Trať je vedena údolím řeky Sázavy v náročném členitém terénu. Jednokolejný tunel se nachází na trati Čerčany – Světlá nad Sázavou. Byl postaven v úseku mezi stanicí Ledečko a někdejší odbočkou Rataje nad Sázavou v meandrové šíji vybíhající z vrchu Žákov (381 m n. m.), která je tvořena rulami s výskytem amfibolitu. Skalní stěny v údolí meandrující řeky na úseku mezi ústím řeky Blanice a městem Sázava dosahují výšky v rozmezí 80 až 140 m nad řekou. Tunel je v nadmořské výšce 310 m a měří 197 m.

### Most

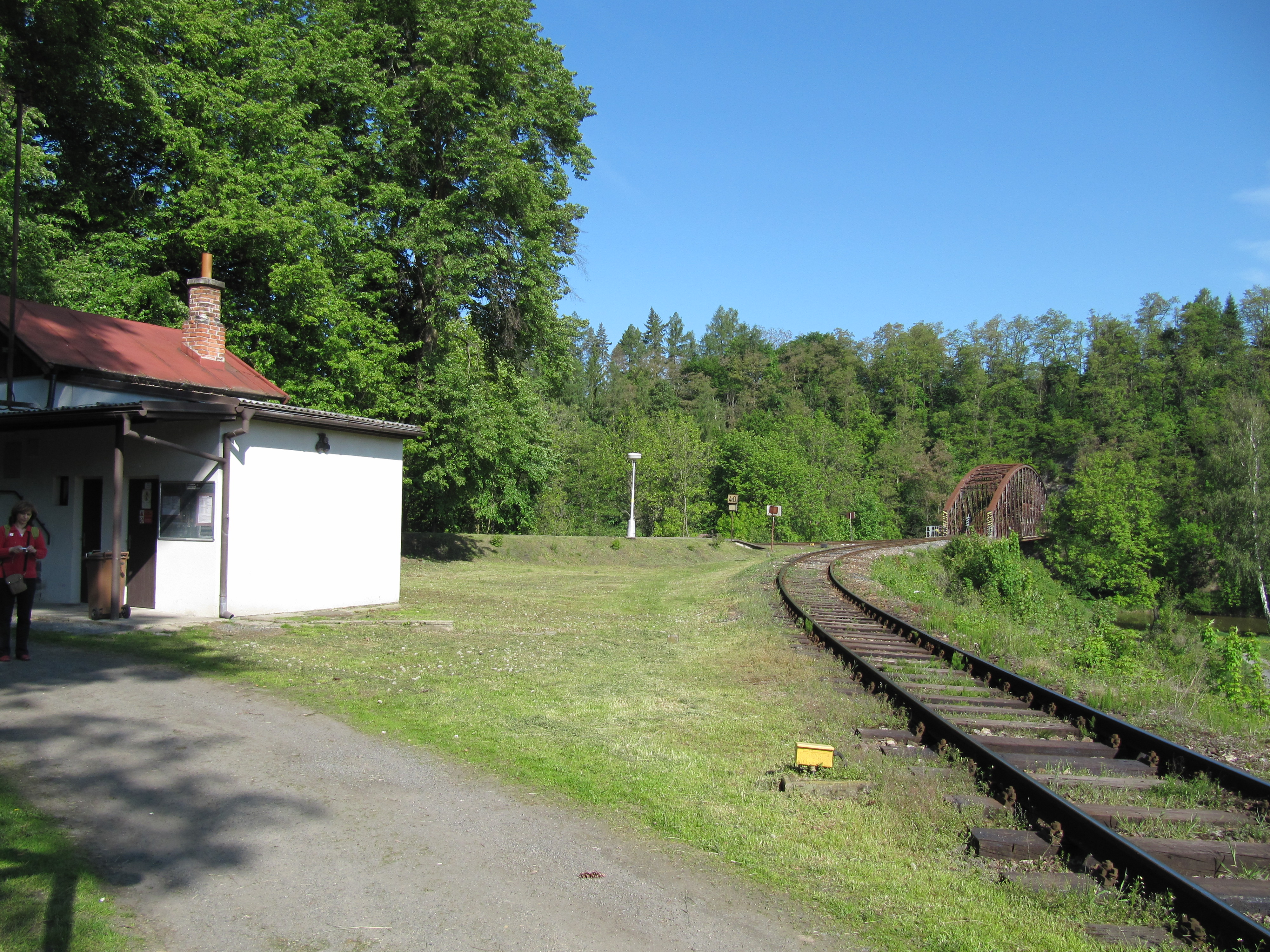
Most

Při jízdě od Ledečka se vyjíždí z tunelu na jednopolový obloukový příhradový ocelový most přes řeku Sázavu o délce 72,6 m s dolní mostovkou postavený v roce 1899, za ním následuje odbočná výhybka tratě na Kolín. Most je uložen na opěrách, které mají líce z opracovaných kamenných kvádrů. Rozpětí mezi krajními opěrami je 70 m. Mostní konstrukci dodala firma První Českomoravská továrna na stroje v Libni. Opěry vybudovala firma Osvald Životský.